# Neoperla sabah
Neoperla sabah är en bäcksländeart som beskrevs av Peter Zwick 1986. Neoperla sabah ingår i släktet Neoperla och familjen jättebäcksländor. Inga underarter finns listade i Catalogue of Life.